# كاثرين غيج
كاثرين غيج (بالإنجليزية: Catherine Gage)‏ ‏ (1815-1892) هيَ عالمة نبات أيرلندية وَرَسّامة صور علم الطيور وَالنبات.

## حياتها

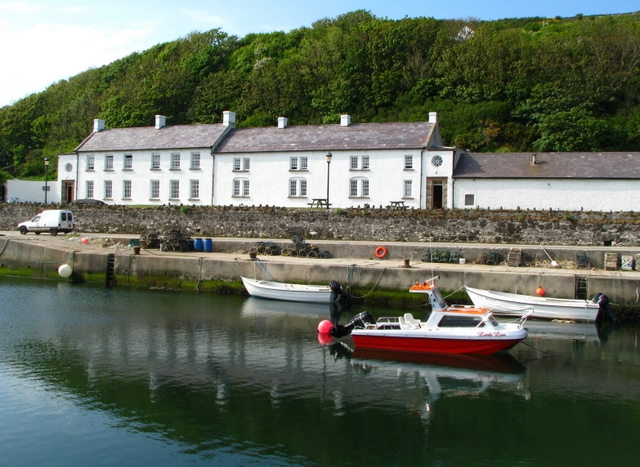
منزل كاثرين في جزيرة راثلين.

وُلدت كاثرين في مقاطعة داون في 18 مايو 1815، وعاشت حياتها بالكامِل في منزل عائِلتها في جزيرة راثلين. تُوفيت كاثرين في 16 فبراير 1892 وحُرقت جثتها في جزيرة راثلين.

## أعمالها في الرَسم
خَصصت كاثرين جُزء كبير من حياتها بَهدف رَسوم صُور توضيحية لِكتاب شقيقها روبرت غيج المُتعلق بالطيور في جزيرة راثلين، مع العلم أنَّ هذه الرسوم لم يُنشر أبداً، وكتاب شقيقها جاء على غرار كِتاب «طيور أمريكا» لِعالم الطيور جون جيمس أودوبون. أثناء عملها في هذا المَجال نَشرت كاثرين أكثر من 500 رَسمة مائية للطيور، وقامت أيضاً برسم صُور لنباتات مَحلية مُعدةً قائمة بهذه الطيور للجمعية النباتية في اسكتلندا والتي نُشرت في حوليات 1850 وَفي مجلة التاريخ الطبيعي. عَملت كاثرين أيضاً مع شقيقتها باربرا غيج لرسم صُور للنباتات والحيوانات المَحلية.
تم بيع مَطوية كاثرين للرسوم التوضيحية للطيور في مزاد علني في عام 2010، حيثُ بيعت بمبلغ 13,500 يورو.